# Taxe de luxe (sport)
Pour les articles homonymes, voir Taxe de luxe.
La taxe de luxe (luxury tax en anglais) est une stratégie, mise en place dans certains sports professionnels en Amérique du Nord, visant à limiter les disparités de masse salariale entre les clubs d'une même ligue. Elle consiste à faire payer à un club une pénalité financière lorsque la somme des salaires de ses joueurs dépasse un plafond salarial défini par la ligue.
Dans les ligues utilisant ce système, ce plafond salarial est désigné par le terme soft cap ; cela signifie que les clubs sont autorisés à dépasser ce seuil. Dans les ligues ayant instauré un plafond salarial maximal à ne pas dépasser, on parle de hard cap.
Les ligues majeures de baseball (MLB) ainsi que la NBA en basket-ball utilisent un système de taxe de luxe. La Ligue nationale de hockey, la NFL en football américain ainsi que la MLS en soccer (football) ont instauré un hard cap, soit un budget maximal pour chaque équipe.

## Ligues majeures de baseball
À titre d'exemple, pour la période de 2011 à 2013, le plafond salarial mis en place dans les ligues majeures de baseball s'élevait à 178 millions de dollars américains. En 2013, seules deux équipes dépassent ce seuil : les Yankees de New York avec une masse salariale de 229 millions de dollars, et les Angels de Los Angeles avec une masse salariale de 216 millions de dollars.
| Année | Montant du plafond salarial | Équipes soumises à la taxe de luxe et pénalités | Équipes soumises à la taxe de luxe et pénalités | Équipes soumises à la taxe de luxe et pénalités | Équipes soumises à la taxe de luxe et pénalités |
| Année | Montant du plafond salarial | Yankees de New York                             | Red Sox de Boston                               | Angels de Los Angeles                           | Tigers de Détroit                               |
| ----- | --------------------------- | ----------------------------------------------- | ----------------------------------------------- | ----------------------------------------------- | ----------------------------------------------- |
| 2003  | 117 millions de dollars     | 11,80 million USD                               | -                                               | -                                               | -                                               |
| 2004  | 128 millions de dollars     | 30,64 million USD                               | 3,15 million USD                                | 0,92 million USD                                | -                                               |
| 2005  | 120,5 millions de dollars   | 34,05 million USD                               | 4,15 million USD                                | -                                               | -                                               |
| 2006  | 136,5 millions de dollars   | 26,00 million USD                               | 0,50 million USD                                | -                                               | -                                               |
| 2007  | 148 millions de dollars     | 23,88 million USD                               | 6,06 million USD                                | -                                               | -                                               |
| 2008  | 155 millions de dollars     | 26,90 million USD                               | -                                               | -                                               | 1,3 million USD                                 |
| 2009  | 162 millions de dollars     | 25,70 million USD                               | -                                               | -                                               | -                                               |
| 2010  | 170 millions de dollars     | 18,00 million USD                               | 1,49 million USD                                | -                                               | -                                               |
| 2011  | 178 millions de dollars     | 13,90 million USD                               | 3,40 million USD                                | -                                               | -                                               |
| 2012  | 178 millions de dollars     | 18,90 million USD                               | -                                               | -                                               | -                                               |
| 2013  | 178 millions de dollars     | 29,10 million USD                               | -                                               | 9,90 million USD                                | -                                               |
| 2014  | 189 millions de dollars     | ?                                               | ?                                               | ?                                               | ?                                               |